# Spiralaria florea
Spiralaria florea är en mossdjursart som beskrevs av George Busk 1861. Spiralaria florea ingår i släktet Spiralaria och familjen Flustridae. Inga underarter finns listade i Catalogue of Life.